# Copurificación
La copurificación en un contexto químico o bioquímico es la separación física por cromatografía u otra técnica de purificación de dos o más sustancias de interés de otras sustancias contaminantes. El hecho de que las sustancias se copurifiquen generalmente implica que estas sustancias se atraen entre sí para formar un complejo no covalente, como en un complejo proteico.
Sin embargo, cuando se fraccionan mezclas, especialmente mezclas que contienen un gran número de componentes (por ejemplo, un lisado celular), es posible que, por casualidad, algunos componentes se copurifiquen aunque no formen complejos. En este contexto, el término copurificación a veces se usa para indicar cuando dos actividades bioquímicas o alguna otra propiedad se aíslan juntas después de la purificación, pero no es seguro si la muestra se ha purificado hasta la homogeneidad (es decir, contiene solo una especie molecular o un complejo molecular). Por lo tanto, es probable, pero no garantizado, que estas actividades o propiedades residan en la misma molécula o en el mismo complejo molecular.

## Aplicaciones
Los procedimientos de copurificación, como la co-inmunoprecipitación, se utilizan comúnmente para analizar las interacciones entre proteínas. La copurificación es un método utilizado para mapear el interactoma de los organismos vivos.